# 下杜萬卡

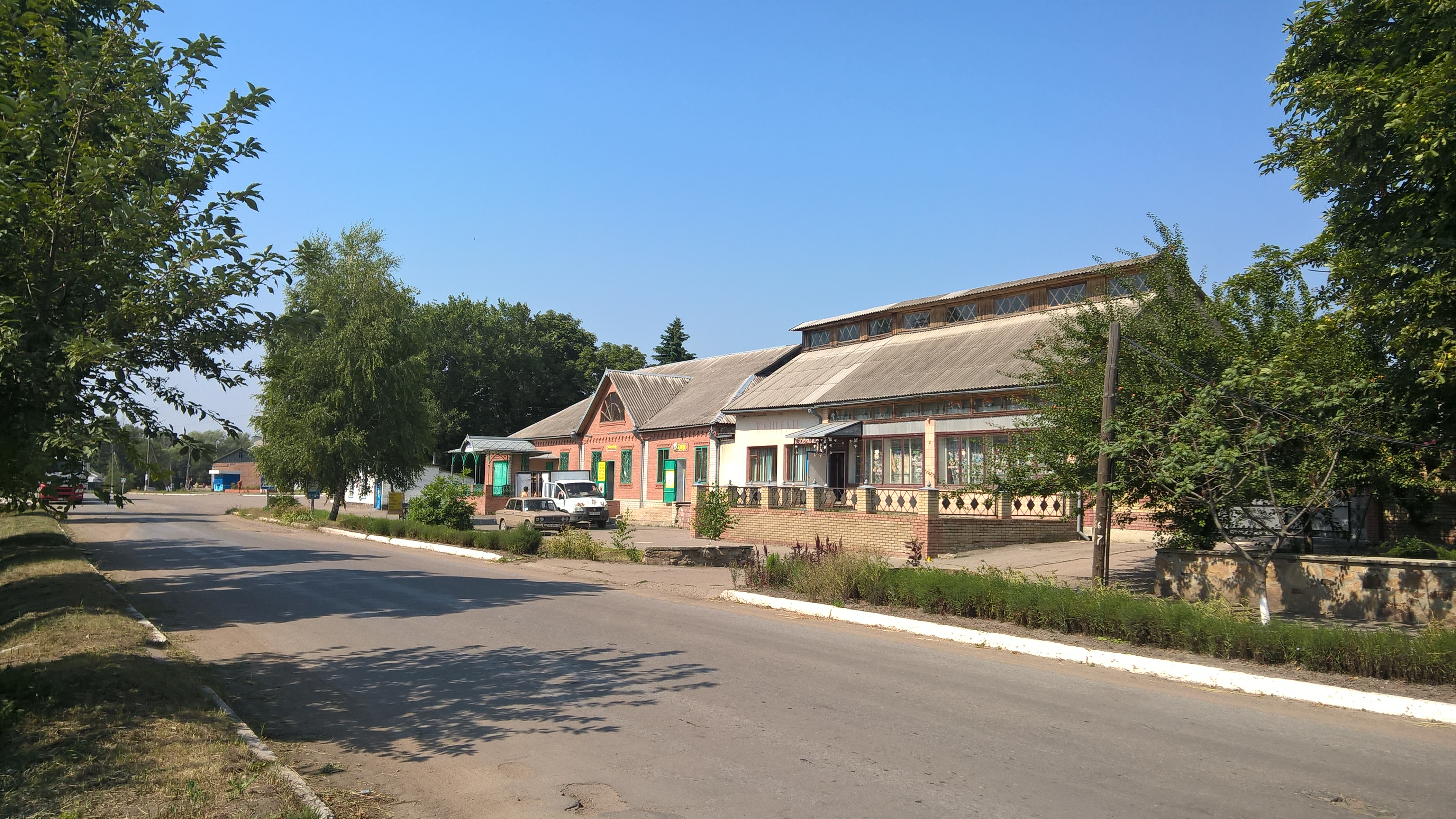
镇内道路

49°34′59″N 38°10′8″E / 49.58306°N 38.16889°E
下杜萬卡（羅馬化：Nyzhnia Duvanka）是位於烏克蘭東部盧甘斯克州斯瓦托韋區下杜万卡市镇的鎮，并为该市镇的行政中心。該鎮距離斯瓦托韋25公里，始建於1832年，海拔高度78米，2011年人口2,244。